# Panorbis viscosus
Panorbis viscosus är en svampart som först beskrevs av I. Schmidt, och fick sitt nu gällande namn av J. Campb., J.L. Anderson & Shearer 2003. Panorbis viscosus ingår i släktet Panorbis och familjen Halosphaeriaceae.   Inga underarter finns listade i Catalogue of Life.